# Тит Квинкций Пенн Капитолин Криспин
Тит Квинкций Пенн Капитолин Криспин (лат. Titus Quinctius Pennus Capitolinus Crispinus; IV век до н. э.) — римский политический деятель из патрицианского рода Квинкциев, консул 354 и 351 годов до н. э.
В 361 году до н. э. Тит Квинкций был назначен диктатором. Согласно Лицинию Макру, его задачей было противодействие попыткам одного из консулов того года Гая Сульпиция Петика обеспечить своё переизбрание, а согласно другим источникам Тита Ливия — война с галлами. Начальником конницы стал Сервий Корнелий Малугинский.
Войско Квинкция преградило путь галлам при Аниене. Здесь молодой патриций Тит Манлий убил в поединке галла богатырского роста. После этого, согласно Ливию, галлы бежали без боя с наступлением ночи; по словам Орозия, Квинкций разгромил врага в «кровавейшем побоище». По возвращении в Рим Квинкций справил триумф.
Во время первого консульства коллегой Квинкция был Марк Фабий Амбуст. В этом году консулы окончательно разгромили тибуртинцев и тарквинийцев; если с первыми обошлись довольно мягко, то жители Тарквиний были поголовно перебиты. 358 самых знатных из них были высечены и обезглавлены на римском форуме.
В 351 году Тит Квинкций получил второе консульство, и его коллегой снова был патриций — Гай Сульпиций Петик. Квинкцию досталось командование в войне с фалисками, и он опустошением земель врага принудил его к заключению мира на 40 лет.